# Olena Krasovska
Olena Krasovska (ukrainska: Олена Красовська), född den 17 augusti 1976, Kiev, Ukrainska SSR, Sovjetunionen, är en ukrainsk friidrottare som tävlar i häcklöpning.
Krasovska deltog vid VM 1995 i Göteborg där hon inte tog sig vidare från försöken på 100 meter häck. Inte heller vid Olympiska sommarspelen 2000 och vid VM 2001 i Edmonton tog hon sig vidare till finalen. 
Vid EM 2002 i München slutade hon tvåa slagen endast av Spaniens Glory Alozie. Hennes bästa tävling hittills är finalen på 100 meter häck vid Olympiska sommarspelen 2004 där hon slutade tvåa på det personliga rekordet 12,45. Denna gång var det USA:s Joanna Hayes som tog hem segern. 
Hennes senaste mästerskapsstart var vid VM 2005 där hon inte tog sig vidare från semifinalen. 